# オレじゃなきゃ、キミじゃなきゃ
『オレじゃなきゃ、キミじゃなきゃ』は、2008年3月26日に発売された20th Centuryの3枚目のシングル。

## 解説
- 前作『Precious Love』から約7年半振りのリリース。
- 2008年開催のライブツアー「20th Century LIVE TOUR 2008 オレじゃなきゃ、キミじゃなきゃ」のタイトルシングル。
- 生産限定盤A/B、通常盤の3形態でリリース。
- 20th Centuryとしては、シングル・アルバム通じ初のオリコンチャート1位を獲得。V6はComing Centuryなどの派生ユニットでの1位獲得経験がないため、グループ本体以外でのユニットとしても初の同チャート1位獲得となる[1]。
- 振付は西田一生（西田プロジェクト）が担当。

## 収録曲

### CD

#### 初回生産限定盤A/B
※「Next Generation」以降、初回生産限定盤Bのみ収録。
1. オレじゃなきゃ、キミじゃなきゃ
作詞/作曲：トータス松本、編曲：中村康就
  - TBS系「学校へ行こう!MAX」テーマソング
2. 逢いに行こう
作詞/作曲：荒木佑介、編曲：CHOKKAKU・荒木佑介
3. Next Generation
作詞：Next Generation All Staff、作曲：坂本昌行、編曲：久米康隆
  - JFN系「V6 Next Generation」エンディングテーマ
4. オレじゃなきゃ、キミじゃなきゃ 〜Demo Tape Version〜
  - 表題曲のデモバージョン

#### 通常盤
1. オレじゃなきゃ、キミじゃなきゃ
2. 逢いに行こう
3. 20 sensation
作詞/作曲/編曲：TSUKASA

### DVD
※初回生産限定盤Aのみ
1. 「オレじゃなきゃ、キミじゃなきゃ」music Clip

### 特典CD
※初回生産限定盤Bのみ
1. V6 Secret Generation 〜V6 Next Generation アナザーエディション〜